# Rajon Naryn
Der Rajon Naryn (ehemals Rajon Tien-Schan) ist ein Rajon in Kirgisistan. Er ist dem Oblus Naryn untergeordnet. Verwaltungssitz, jedoch nicht Teil davon, ist die eigenständige Stadt Naryn.

## Geographie
Der Rajon liegt im zentralen Teil des Gebiets Naryn. Nachbarrajons bzw. -Gebiete sind der Rajon Kotschkor, der Rajon At-Baschy, der Rajon Ak-Talaa und das Oblus Yssyk-Köl. Der Rajon wird vom gleichnamigen Fluss Naryn durchflossen.

## Geschichte
Der Rajon wurde 1930 gegründet. 1957 wurde der Rajon Kulanak aufgelöst und in den Rajon Naryn eingegliedert. Von 1962 bis 1996 hieß der Rajon Naryn Rajon Tien-Schan.

## Bevölkerung
| Jahr | Einwohnerzahl |
| ---- | ------------- |
| 1939 | 26.081        |
| 1970 | 30.487        |
| 1979 | 34.089        |
| 1989 | 36.863        |
| 1999 | 40.628        |
| 2009 | 44.080        |
| 2022 | 52.564        |

99,8 % der Einwohner sind Kirgisen.

## Gliederung
Der Rajon beinhaltet 39 Dörfer in 15 Landgemeinden. Eine ehemalige Siedlung städtischen Typs ist Dostuk. Die 15 Landgemeinden sind:
| Landgemeinde               | Verwaltungssitz   | Einwohner 2009 | Einwohner 2021 |
| -------------------------- | ----------------- | -------------- | -------------- |
| Ak-Kuduk                   | Segisintschi Mart | 3370           | 3991           |
| Döbölü                     | Döbölu            | 2244           | 2843           |
| Dostuk                     | Dostuk            | 0750           | 0815           |
| Dschan-Bulak               | Dschan-Bulak      | 2148           | 2527           |
| Dscherge-Tal               | Dscherge-Tal      | 5228           | 5970           |
| Emgektschil (Landgemeinde) | Emgektschil       | 2930           | 3353           |
| Emgek-Talaa                | Ak-Talaa          | 2513           | 3468           |
| Kara-Kudschur              | Lakol             | 1730           | 2006           |
| Kasan-Kujgan               | Kasan-Kujgan      | 1115           | 1261           |
| Ming-Bulak                 | Kujbischew        | 5050           | 6060           |
| On-Artscha                 | Etschki-Baschy    | 2829           | 3606           |
| Ortok                      | Tasch-Baschat     | 2694           | 2940           |
| Sary-Oi                    | Sary-Oj           | 1113           | 1287           |
| Tschet-Nurun               | Orto-Nura         | 5294           | 6109           |
| Ütschkün                   | Kulanak           | 5072           | 6544           |